# VIM maps
VIM maps — цифровой картографический сервис, разработанный пермским разработчиком Игорем Васениным и выпущенный в 2024 году. Приложение позволяет пользователям самостоятельно создавать и просматривать панорамы различных мест, дополняя карту пользовательским контентом.

## История
Сервис был запущен в 2024 году и стал доступен в приложении и на веб-сайте. В 2025 году VIM maps внедрил поддержку коми-пермяцкого языка, автоматически отображаемого пользователям из Пермского края.

## Функциональность
- Пользовательская загрузка панорам.
- Переключение между слоями карт.
- Адаптация интерфейса под региональные языки, в их числе языки коренных народов разных регионов.
- Доступность приложения через RuStore с версией 1.0, выпущенной в декабре 2024 года

## Разработчик
Сервис создан разработчиком Игорем Васениным, который также является активным автором контента о проекте через официальные каналы в Telegram и RuTube.